# Ogcocephalus darwini
Il pesce pipistrello dalle labbra rosse, chiamato anche pesce pipistrello delle Galapagos (Ogcocephalus darwini (Hubbs, 1958) è un pesce della famiglia Ogcocephalidae.

## Descrizione
È un pesce di piccole dimensioni, di solito cresce fino a raggiungere 40 cm. Ha una testa sporgente, arcuata e prolungata in avanti, dalla quale fuoriesce un'appendice che usa per attrarre potenziali prede. È infatti un predatore proprio come i suoi parenti più prossimi, i coda di rospo. Gli occhi sono collocati ai lati del capo e la bocca, che ha attribuito il nome alla specie per via del suo colore, è di un rosso acceso. Al suo interno si trovano tanti piccoli denti ed alcune placche dentarie molto solide. Altra caratteristica tipica del pesce pipistrello sono le sue pinne: dal momento che possiede muscoli pettorali molto forti, il pesce le usa quasi come fossero zampe. Per la locomozione si aiuta anche con pinne pelviche, di dimensioni inferiori rispetto a quelle pettorali ma con struttura simile, che inoltre consentono al pesce una maggiore stabilità. La pinna anale ed il peduncolo caudale sono invece più piccoli e, vicino a questo, ci sono alcune protuberanze di forma conica. La livrea dell'animale, salvo per la bocca, è composta da colori perlopiù tenui tendenti al giallo, con varie macchie di tonalità più scure.

## Habitat
Il suo areale comprende varie zone dell'Oceano Pacifico, può essere trovato dalle Isole Galapagos fino alla costa peruviana. Predilige i fondali sabbiosi.

## Alimentazione
Sfrutta un metodo di caccia molto particolare per catturare piccoli pesci che costituiscono la base della sua dieta: rimane immobile e con una sostanza chimica emessa dall'appendice sulla testa attrae le sue prede. Una volta che sono a portata, si scaglia verso di esse e le afferra con la bocca.